# アフリカの国別の著作家一覧
アフリカの国別の著作家一覧は、アフリカの著作家を国別で記す。国名は五十音順、各国内の著作家名は生年順となっている。アフリカの文学や、アフリカの著作家の地理的な状況についてはアフリカ文学を参照。

## アルジェリア
- ルイ・ベルトラン（フランス語版）（1866年-1941年）
- ロベール・ランドー（フランス語版）（1873年-1950年）
- ガブリエル・オーディジオ（フランス語版）（1900年-1978年）
- ジュール・ロワ（1907年-2000年）
- ジャン・アムルーシュ（フランス語版）（1906年-1962年）
- ムールード・フェラウン（1913年-1962年）
- エマニュエル・ロブレス（フランス語版）（1914年-1995年）
- ムールード・マムリ（1917年-1989年）
- ムハンマド・ディブ（1920年-2003年）
- アブデルハミード・ベンハッドゥーガ（フランス語版）（1925年-1996年）
- カテブ・ヤシーン（1929年-1989年）
- アシア・ジェバール（1936年-2015年）
- ターハル・ワッタール（フランス語版）（1936年-2010年）
- ブアレム・サンサル（1949年-）
- マリカ・モカデム（フランス語版）（1949年-）
- アフラーム・モスタガーネミー（フランス語版）（1953年-）
- ヤスミナ・カドラ（1955年-）
- カメル・ダウド（1970年-）

## アンゴラ
- アントーニオ・ジャシント（1924年-1991年）
- ジョゼ・ルアンディーノ・ヴィエイラ（1935年-）
- ペペテラ（1941年-）
- ジョゼ・エドゥアルド・アグアルーザ（1960年-）

## ウガンダ
- オコト・ビテック（1931年-1982年）

## エジプト
- エイシャ・エル・タイムリヤ（英語版）（1840年–1902年）
- アブドゥッラー・ナディーム（英語版）（1845年-1895年）
- ムハンマド・アブドゥフ（1840年-1905年）
- カーシム・アミーン（英語版）（1863年-1908年）
- マーラク・ヘフニー・ナーセィフ（英語版）（1886年-1918年）
- ミー・ヅィアーダ（英語版）（1886年-1941年）
- サラーマ・ムーサ（1887年-1958年）
- イブラーヒーム・アル＝マージニー（英語版）（1889年-1949年）
- アッバース・アル＝アッカード（英語版）（1889年-1964年）
- ターハー・フセイン（1889年-1973年）
- バイラム・アル＝チュニシー（英語版）（1893年-1961年）
- マフムード・タイムール（英語版）（1894年-1973年）
- タウフィーク・アル＝ハキーム（英語版）（1898年-1987年）
- ナギーブ・マフフーズ（1911年–2006年）
- モハメド・ハサネイン・ヘイカル（英語版）（1923年–2016年）
- ユースフ・イドリース（1927年-1991年）
- アリーファ・リファアト（1930年-1996年）
- ナワル・エル・サーダウィー（1931年-）
- アブドッラフマーン・アブヌーディ（英語版）（1938年-2015年）
- ファラジ・フォダ（英語版）（1945年-1992年）
- アラー・アル＝アスワーニー（英語版）（1957年-）

## エチオピア
- サーハレ・セラシェ（英語版）（1936年-）

## ガーナ
- アイ・クウェイ・アーマー（英語版）（1939年-）
- アマ・アタ・アイドゥ（1942年-）

## カーボヴェルデ
- エウジェニオ・タヴァレス（1867年-1930年）
- アルメニオ・ヴィエイラ（1941年-）

## カメルーン
- フェルディナン・オヨノ（フランス語版）（1929年-）
- フランシス・ベベイ（1929年-2001年）
- モンゴ・ベティ（フランス語版、フランス語版）（1932年-2001年）
- バンジャマン・マティプ（フランス語版）（1932年-2017年）
- ウェレウェレ・リキング（英語版）（1950年-）
- アシル・ムベンベ（フランス語版）（1957年-）
- セレスタン・モンガ（フランス語版）（1960年-）
- カリクスト・ベヤラ（フランス語版）（1961年-）
- ウジェーヌ・エボデ（フランス語版）（1962年-）
- パトリス・ンガナング（フランス語版）（1970年-）
- レオノーラ・ミアノ（フランス語版）（1973年-）
- エムリー・ブーム（フランス語版）（1973年-）
- マックス・ロベ（フランス語版）（1986年-）

## ギニア
- カマラ・ライエ（フランス語版）（1928年-1980年）
- アリウム・ファントゥレ（フランス語版）（1938年-）
- ウィリアム・サシーン（フランス語版）（1944年-1997年）
- チエルノ・モネネムボ（1947年-）
- ガストン＝ポール・エファ（フランス語版）（1965年-）

## ギニアビサウ
- アミルカル・カブラル（1924年-1973年）

## ケニア
- ムワナ・クポナ（英語版）（成年不明-1865年）
- ムトニ・リキマニ（英語版）（1926年-）
- グレイス・オゴト（英語版）（1930年-）
- レベッカ・ンジャウ（英語版）（1932年-）
- アセナス・ボレ・オダガ（英語版）（1938年-）
- グギ・ワ・ジオンゴ（1938年-）
- デイヴィッド・マイルー（ドイツ語版）（1939年-）
- ミシェレ・ギザエ・ムゴ（英語版）（1942年-）
- メジャ・ムアンギ（英語版）（1948年-）
- トマス・アカレ（1950年-）
- M・G・ヴァッサンジ（英語版）（1950年-）
- ビニャヴァンガ・ワイナイナ（英語版）（1971年-2019年）

## コートジボワール
- ベルナール・ダディエ（1916年 - 2019年）
- アマドゥ・クルマ（1927年-2003年）
- ヴェロニク・タジョ（フランス語版）（1955年-）

## コンゴ共和国
- ジャン・マロンガ（フランス語版）（1907年-1985年）
- チカヤ・ウ・タムシ（フランス語版）（1931年-1988年）
- エマニュエル・ドンガラ（1941年-）
- ソニー・ラブ・タンシ（1947年-1995年）
- ダニエル・ビヤウラ（フランス語版）（1953年-2014年）
- ボニファス・モンゴ＝ムブッサ（フランス語版）（1962年-）
- アラン・マバンク（フランス語版）（1966年-）

## コンゴ民主共和国
- アントワーヌ＝ロジャー・ボランバ（フランス語版） （1913年-2002年）
- アンリ・ロペス（フランス語版） （1937年-2016年）
- レオニー・アボ（フランス語版、英語版）（1945年-）
- カマ・シウォール・カマンダ（1952年-）

## シエラレオネ
- アミナッタ・フォルナ（英語版）（1964年-）

## ジブチ
- アブドラマン・ワベリ（フランス語版）（1965年-）

## ジンバブエ
- ドリス・レッシング（1919年-2013年）
- チャールズ・ムンゴシ（英語版）（1947年-2019年）
- チェンジェライ・ホーヴェ（英語版）（1954年-）
- ダンブズオ・マレチェラ（英語版）（1955年-1987年）
- ツィツィ・ダンガレムバ（英語版）（1959年-）
- J・ノジポ・マライレ（英語版）（1964年-）
- イヴォンヌ・ベラ（英語版）（1964年-2005年）
- ペティナ・ガッパ（1971年-）
- ノヴァイオレット・ブラワヨ（英語版）（1981年-）

## スーダン
- アッ＝タイーブ・サーレフ（1929年-2009年）

## セネガル
- バカリ・ジャロ（フランス語版）（1892年-1978年）
- ビラゴ・ジョップ（フランス語版）（1906年-1989年）
- レオポール・セダール・サンゴール（1906年-2001年）
- アリウン・ジョップ（フランス語版）（1910年-1980年）
- アブドゥライ・サジ（フランス語版）（1910年-1961年）
- ウスマン・ソセ（フランス語版）（1911年-1973年）
- センベーヌ・ウスマン（1923年-2007年）
- シェイ・アミドゥ・カヌ（フランス語版）（1928年-）
- ラミン・ディアカテ（フランス語版）（1928年-1987年）
- マリアマ・バー（フランス語版）（1929年-1981年）
- ジブリル・タムシル・ニアヌ（1932年-2021年）
- マーム＝ユヌス・ジェン（ウォロフ語版）（1939年-2016年）
- アミナタ・ソ・ファル（フランス語版）（1941年-）
- ブバカル・ボリス・ジョップ（フランス語版）（1946年-）
- ケン・ブグル（フランス語版）（1947年-）
- ダヴィド・ディオップ（フランス語版）（1966年-）
- ファトゥ・ジョム（フランス語版）（1968年-）

## ソマリア
- アリ・ジマール・アハメッド（英語版）
- ヌルディン・ファラー（1945年-）

## タンザニア
- シャアバン・ビン・ロバート（英語版）（1909年-1962年）
- マティアス・ムニャンパラレ（英語版）（1917年-1969年）
- ムハンマド・サイド・アブドゥラ（英語版）（1918年-1991年）
- サーダニ・カンドロ（スワヒリ語版）（1926年-）
- ピーター・K・パランギョ（英語版）（1939年-1993年）
- ユーフレイズ・ケジラハビ（1944年-2020年）
- サイド・アフメド・モハメド（ドイツ語版）（1947年-）
- アブドゥルラザク・グルナ（1948年-）
- ペニナ・ムハンド（英語版）（1948年-）

## チャド
- ジョセフ・ブラヒム・セイド（英語版）（1927年-1980年）
- ニムロド（スペイン語版）（1959年-）

## チュニジア
- アブー・アル＝カースィム・アッ＝シャーッビー（フランス語版）（1909年-1934年）
- アルベール・メンミ（1920年-2020年）

## 中央アフリカ共和国
- エティエンヌ・ゴイエミデ（英語版）（1942年-1997年）

## トーゴ
- サミ・チャック（フランス語版）（1960年-）
- コシ・エフゥイ（フランス語版）（1962年-）
- カンニ・アレン（フランス語版）（1966年-）

## ナイジェリア
- オラウダ・イクイアーノ（英語版）（1745年-1797年）
- エイモス・チュツオーラ（1920年-1997年）
- チヌア・アチェベ（1930年-）
- フローラ・ンパワ（英語版）（1931年-1993年）
- チュクウメカ・イケ（英語版）（1931年-2020年）
- ウォーレ・ショインカ（1934年-）
- エレチ・アマディ（英語版）（1934年-2016年）
- ケン・サロ＝ウィワ (1941年 - 1995年)
- イシドレ・オペウオ（英語版）（1941年-2016年）
- コレ・オモトショ（英語版）（1943年-）
- ブチ・エメチェタ（英語版）（1944年-）
- フェミ・オショフィーサン（英語版）（1946年-）
- フェスタス・イヤーイ（英語版）（1948年-）
- ボデ・ショワンデ（英語版）（1948年-）
- ザイナブ・アルカリ（英語版）（1950年-）
- ベン・オクリ（1959年-）
- チママンダ・ンゴズィ・アディーチェ（1977年-）
- チゴズィエ・オビオマ（英語版）（1986年-）
- オインカン・ブレイスウェイト（英語版）（1988年-）

## ナミビア
- レスリー・ビーク（英語版）（1949年-）

## ニジェール
- アブドライエ・ママニ（フランス語版）（1932年-1993年）

## ブルキナファソ
- ナズィ・ボニ（フランス語版）(1912年-1969年)
- ベルナテッド・ダオ（フランス語版）（1952年-）

## ブルンジ
- ガエル・ファイユ（1982年-）

## ベナン
- ポール・アズメ（フランス語版）（1890年-1980年）
- オランプ・ベリー＝クノム（フランス語版）（1928年-）
- スタニスラ・スペロ・アドテヴィ（英語版）（1934年-）

## ボツワナ
- ベッシー・ヘッド（1937年-1986年）

## マダガスカル
- ジャン＝カシミール・ラベアリヴェル（英語版）（1901年-1937年）
- ジャック・ラベマナンザーラ（英語版）（1913年-2005年）
- ジャン・ハッツフェルド（フランス語版）（1949年-）
- ジャン・リュック・ラアリマナナ（フランス語版）（1967年-）

## マラウィ
- ジャック・マパンジェ（英語版）（1944年-）

## マリ
- アマドゥ・ハンパテ・バー（フランス語版）（1900年-1991年）
- アワ・ケイタ（フランス語版）（1912年-1980年）
- セイドゥ・バディアン（フランス語版）（1928年-2018年）
- マッサ・マカン・ジャバテ（フランス語版）（1938年-1988年）
- ヤンボ・ウォロゲム（フランス語版）（1940年-2017年）
- マンティア・ディアワラ（英語版）（1953年-）

## 南アフリカ
- オリーブ・シュライナー（英語版）（1855年-1920年）
- ソル・プラーキ（英語版）（1876年-1932年）
- アラン・ペイトン（1903年-1988年）
- R・R・R・ドローモ（英語版）（1906年-1971年）
- ハリー・ブルーム（1913年-1981年）
- エレン・クズワヨ（英語版）（1914年-2006年）
- エゼキエル・ムパシェーレ（英語版）（1919年-）
- ピーター・エイブラハムズ（1919年-）
- ナディン・ゴーディマー (1923年-2014年）
- カン・テンバ（英語版）（1924年-1967年）
- デニス・ブルータス（英語版）（1924年-2009年）
- アレックス・ラ・グーマ（英語版）（1925年-1985年）
- ダン・ジェイコブソン(1929年-)
- ジェイムズ・マシューズ（1929年-）
- マジシ・クネーネ（英語版）（1930年-）
- ロレタ・ンゴボ（英語版）（1931年-2015年）
- リチャード・リーヴ（英語版）（1931年-1989年）
- アソル・フガード(1932年-)
- ミリアム・トラーディ（英語版）（1933年-2017年）
- アンドレ・ブリンク（英語版）（1935年-）
- ルイス・ンコシ（1936年-2010年）
- ナット・ナカサ（英語版）（1937年-1965年）
- リンディウェ・マブザ（英語版）（1938年-2021年）
- J・M・クッツェー（1940年-）
- オズワルド・ムチャーリ（1940年-）
- アーサー・ノーキ（英語版）（1942年-1970年）
- アルフレッド・テンバ・カブラ（英語版）（1942年-2002年）
- シンディウェ・マゴナ（英語版）（1943年-）
- ビヴァリー・ナイドゥー（英語版）（1943年-）
- モンガーン・セローテ（1944年-）
- ブレロ・ムザマネ（英語版）（1948年-2014年）
- ジャブロ・ンデベレ（英語版）(1948年-)
- ティム・ジェンキン（英語版）（1948年-）
- ゾーイ・ウィカム（英語版）（1948年-）
- マイク・ニコル（英語版）（1951年-）
- グシナ・ムショーペ（英語版）（1958年-）
- エレケ・べーマー（英語版）（1961年-）
- ズキスワ・ワナー（英語版）（1976年-）
- コパノ・マツルワ（英語版）（1985年-）

## モザンビーク
- ジョゼ・クラヴェイリーニャ（1922年-2003年）
- ジョアン・ディアス（ドイツ語版）（1926年-1949年）
- ルイス・ベルナルド・ホンワナ（1942年-）
- ミア・コウト（1955年-）
- ウングラニ・バ・カ・コーサ（1957年-）

## モーリシャス
- ディープチャンド・ビーハリー（Deepchand Beeharry）（1927年-2010年）
- デヴ・ヴィラソーミ（1942年-2023年）
- リンゼイ・コレン（英語版）（1948年-）
- アナンダ・デヴィ（フランス語版）（1973年-）
- ナターシャ・アパナ（フランス語版）（1973年-）

## モロッコ
- イブン・バットゥータ（1304年-1368年）
- ドリス・シュライビ（フランス語版）（1926年-2007年）
- ターハル・ベン・ジェルーン(1944年-)
- ライラー・アブーゼイド（フランス語版）(1950年-)
- レイラ・スリマニ（1981年-）

## リビア
- イブラヒーム・アル・コーニー（1948年-)
- ヒシャーム・マタール（英語版）（1970年-)

## ルワンダ
- スコラスティック・ムカソンガ（1956年-）
- マリー・ビアトリス・ウムテシ（フランス語版）（1959年-）

## レソト
- トーマス・モフォロ（英語版）（1876年-1948年）

## 関連文献
- 大池真知子「アフリカ女性文学研究の発展と文献紹介」『ジェンダー研究』第2巻、お茶の水女子大学 ジェンダー研究所、1999年3月、113-168頁、2022年7月3日閲覧。
- 加藤恒彦, 北島義信, 山本伸 編『世界の黒人文学  アフリカ・カリブ・アメリカ』鷹書房弓プレス、2000年。
- 楠瀬佳子『南アフリカを読む  - 文学・女性・社会』第三書館、2001年。
- 中東現代文学研究会 編『中東現代文学選 2021』プロジェクト・ワタン、2022年。
- 土屋哲『現代アフリカ文学案内』新潮社、1994年。
- 日本アフリカ学会 編『アフリカ学事典』昭和堂、2014年。
- 福島富士男『アフリカ文学読みはじめ』スリーエーネットワーク〈アフリカ文学叢書〉、1999年。
- アラン・マバンク（フランス語版） 著、中村隆之, 福島亮 訳『アフリカ文学講義 植民地文学から世界 ‐ 文学へ』みすず書房、2022年。（原書 Mabanckou, Alain (2020), Huit leçons sur l'Afrique, Grasset）
- 宮本正興「修羅の作家グギ・ワ・ジオンゴ評伝 -20世紀アフリカ文学の遺産-」、京都大学、2014年9月、NCID AA12016400、2022年7月3日閲覧。